# Дементьево (Череповецкий район)
Дементьево — деревня в Череповецком районе Вологодской области.
Входит в состав Малечкинского сельского поселения, с точки зрения административно-территориального деления — в Малечкинский сельсовет.
Расстояние по автодороге до районного центра Череповца — 20 км, до центра муниципального образования Малечкино — 1 км. Ближайшие населённые пункты — Малечкино, Заякошье, Курилово.
По переписи 2002 года население — 4 человека.